# COSMO (Psychologische Studie)
COSMO ist ein Anfang März 2020 gestartetes Projekt, dessen Ziel es ist, die psychologische Lage der Bevölkerung einzuschätzen, wie sie die COVID-19-Pandemie wahrnimmt. Das Projekt soll helfen, Kommunikationsmaßnahmen und die Berichterstattung bezüglich der Corona-Pandemie so auszurichten, dass die Bevölkerung korrektes, hilfreiches Wissen von Behörden und Medienvertretern erhält. Wissenschaftsleugnung und Falschinformationen soll vorgebeugt werden. Die Bezeichnung ist ein Akronym aus COVID-19-Snapshot-Monitoring.

## Trägerschaft
COSMO ist ein Gemeinschaftsprojekt von Universität Erfurt, Robert Koch-Institut, Bundeszentrale für gesundheitliche Aufklärung, Leibniz-Institut für Psychologie, Science Media Center, Bernhard-Nocht-Institut für Tropenmedizin und Yale Institute for Global Health. Zusätzlich zu der Finanzierung durch die Forschungspartner wird COSMO durch die Klaus Tschira Stiftung, das Thüringer Ministerium für Wirtschaft, Wissenschaft und digitale Gesellschaft sowie die Thüringer Staatskanzlei finanziell unterstützt. Ein kleines Forschungsteam wurde an der Universität Erfurt rund um die Psychologin und Professorin für Gesundheitskommunikation Cornelia Betsch gebildet.

## Empfehlungen
Laut der Erhebung vom 2. und 3. November 2021 hat sich ergeben, dass die Nutzung von Schnelltests seit dem Sommer abgenommen hat, über die Hälfte hat in den letzten 4 Wochen gar keinen Schnelltest durchgeführt.
Auch Geimpfte greifen zu Schnelltests, um z. B. Familie und Freunde zu schützen. Wann solches Verhalten sinnvoll und wünschenswert ist, sollte deutlich kommuniziert werden. Verhaltensveränderungen, etwa die Reduktion von Kontakten, sollten klar kommuniziert werden, einheitlich in allen Bundesländern mit bestimmter Infektionslage gelten und gut erklärt werden.
Manche Personengruppen, wie Personen mit Migrationshintergrund, werden immer noch schlecht erreicht. Material in anderer und einfacher Sprache, ggf. auch Videomaterial oder interpersonale Angebote (z. B. Telefonhotline) scheinen angebracht. Vor allem aktives Ansprechen durch Ärzte kann hier ebenfalls helfen. Einen Impftermin bekommen und sich impfen lassen sollte weiterhin so einfach wie möglich sein, wie das Impfen direkt am Arbeitsplatz und im Bildungssektor.
Das Vertrauen in die Regierung hat sich auf niedrigem Niveau stabilisiert: Es vertrauen aktuell 29 % dem Corona-Krisenmanagement der Bundesregierung, 51 % haben aktuell kein oder nur sehr wenig Vertrauen. Das RKI genießt weiter von allen abgefragten Behörden immer noch das höchste Vertrauen. Ärzte  und Krankenhäuser genießen hohes Vertrauen; Gesundheitsämtern wird weniger vertraut. Vertrauen in die Wissenschaft ist nach wie vor hoch. Es sollten andere Wege und Akteure in der Krisen- und Gesundheitskommunikation stärker mit einbezogen werden. Wissenschaftler sollten noch stärker in die Kommunikation einbezogen werden.